# البقيل (المحفد)

تعديل مصدري - تعديل

البقيل هي إحدى قرى عزلة المحفد بمديرية المحفد التابعة لمحافظة أبين، بلغ تعداد سكانها 144 نسمة حسب تعداد اليمن لعام 2004.